# Mylabris turkestanica
Mylabris turkestanica là một loài bọ cánh cứng trong họ Meloidae. Loài này được Dokhtouroff miêu tả khoa học năm 1889.